# آرچیبالد کمبل، اولین دوک آرگیل
آرچیبالد کمبل، اولین دوک آرگیل (انگلیسی: Archibald Campbell, 1st Duke of Argyll؛ ۲۵ ژوئیه ۱۶۵۸ – ۱۷۰۳) سیاست‌مدار اهل پادشاهی اسکاتلند بود.